# Sveavägen
Sveavägen est une rue principale traversant les quartiers de Vasastan et de Norrmalm, à Stockholm, en Suède,.

## Situation
Sveavägen est une rue principale du centre-ville de Stockholm.
Le nom est officiel depuis la révision du nom en 1885. Sveavägen commence sur la place Sergels torg  et s'étend dans une direction nord-nord-ouest jusqu'à Sveaplan, où elle tourne de près de 90° en direction ouest jusqu'à Norrtull et le parc Haga.
La rue mesure environ 2 500 mètres de long.
Elle est reconnue comme la rue la plus fréquentée de Suède.

## Histoire

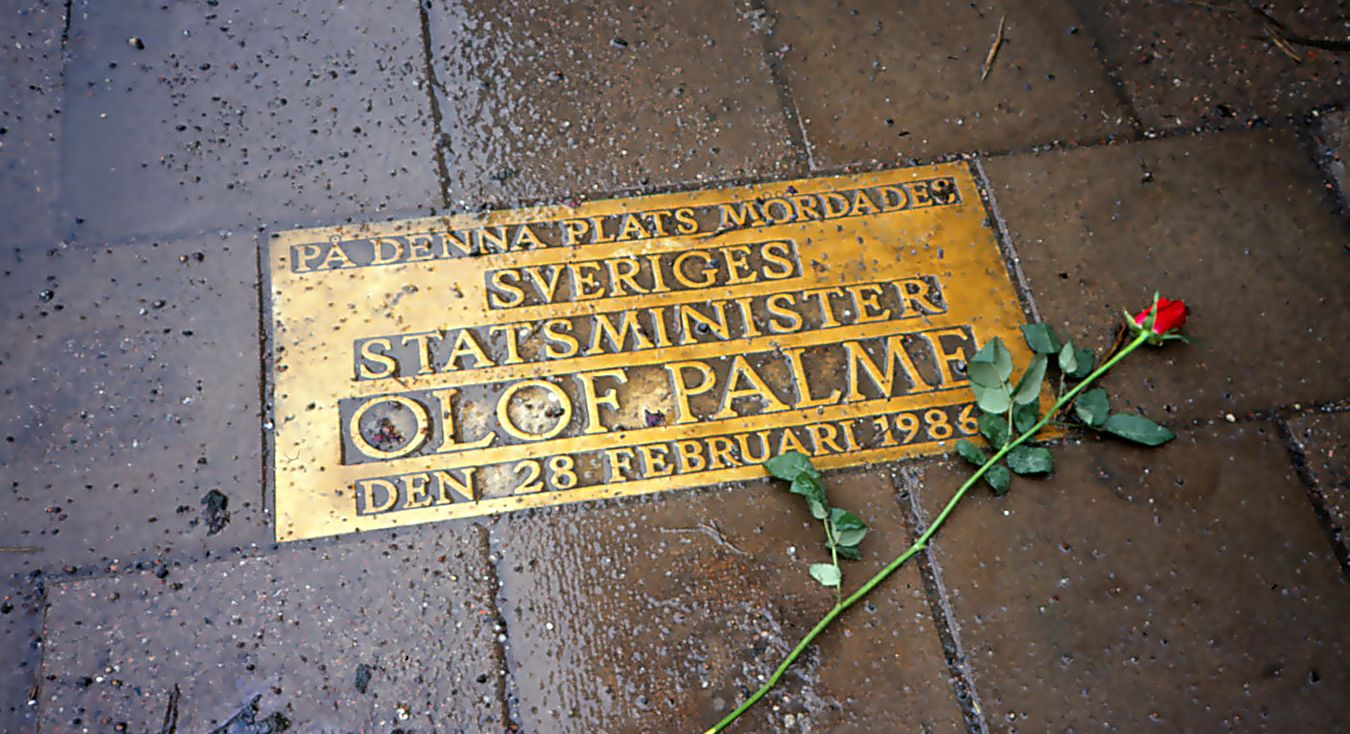
Plaque commémorative d'Olof Palme située au 42 Sveavägen.

Le 28 février 1986, le Premier ministre suédois Olof Palme se fait assassiner à l'angle des rues Sveavägen et Tunnelgatan.

## Bâtiments de la rue
| N°   | Nom                                | Image | Réf. |
| ---- | ---------------------------------- | ----- | ---- |
| 5-17 | Hötorgsskraporna                   |       |      |
| 19   | Konserthuset                       |       |      |
|      | Église Adolphe-Frédéric            |       |      |
| 41   | ABF-huset                          |       |      |
| 44   | Skandiahuset                       |       |      |
| 45   | Cinéma Grand                       |       |      |
| 48   | Ateneums                           |       |      |
| 52   | Maison Bonnier                     |       |      |
| 65   | École d'économie de Stockholm      |       |      |
| 68   | Parti social-démocrate             |       |      |
| 73   | Bibliothèque publique de Stockholm |       |      |
| 154  | Cederdals Malmgård                 |       |      |

## Transports en commun
Le métro dispose de deux stations avec une entrée à Sveavägen : Hötorget et Rådmansgatan.
Les lignes de bus 2, 4, 6, 50, 61, 67, 515 et 516 desservent l'arrêt Stadsbiblioteket à l'intersection Sveavägen/Odengatan.

## Galerie

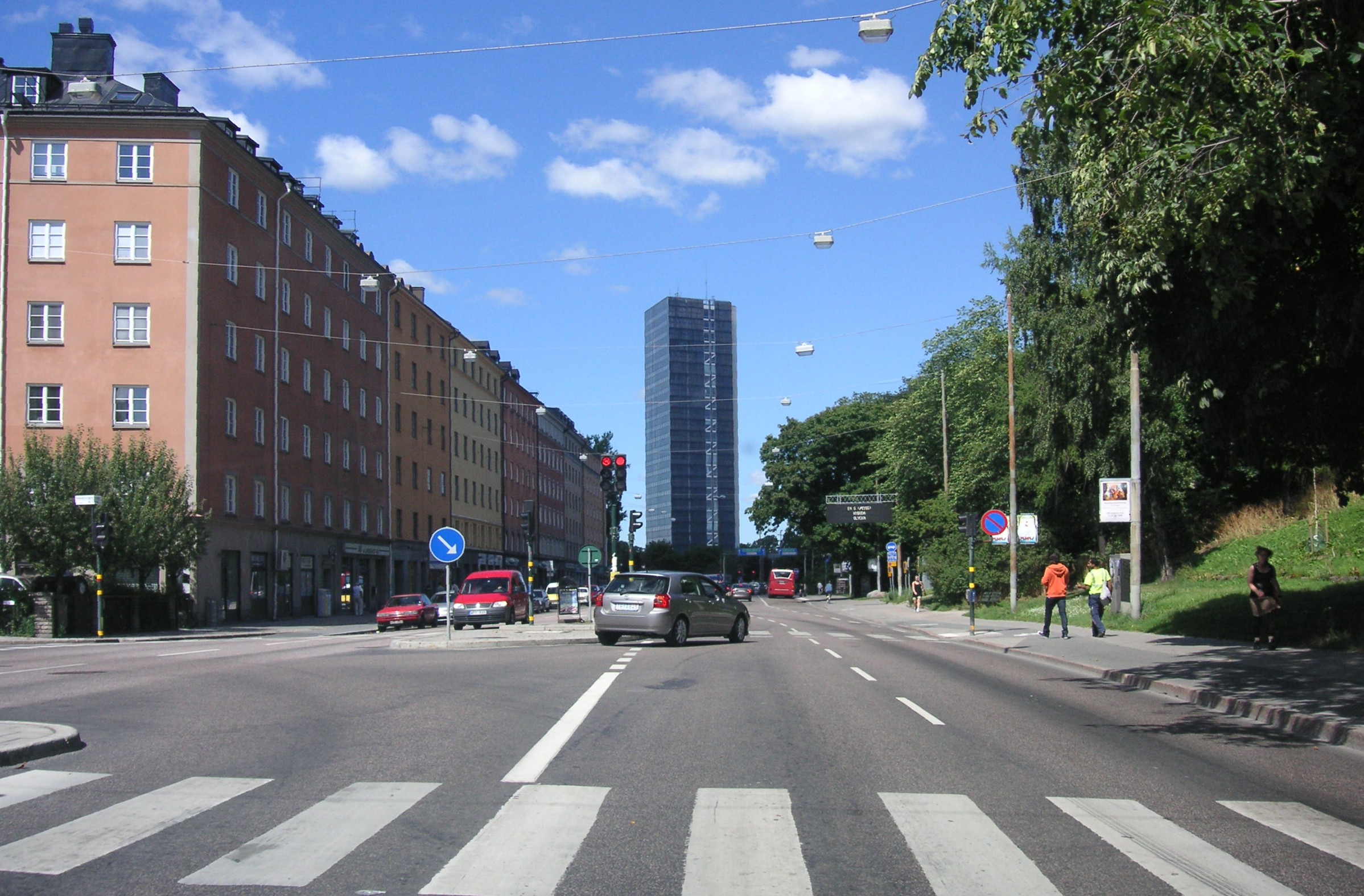
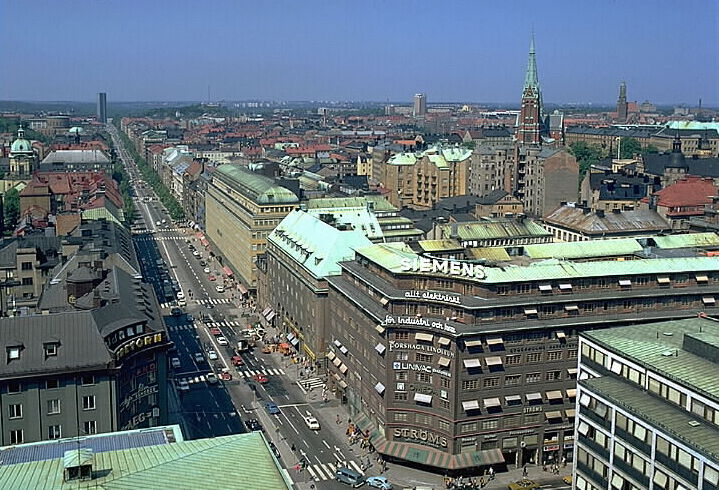
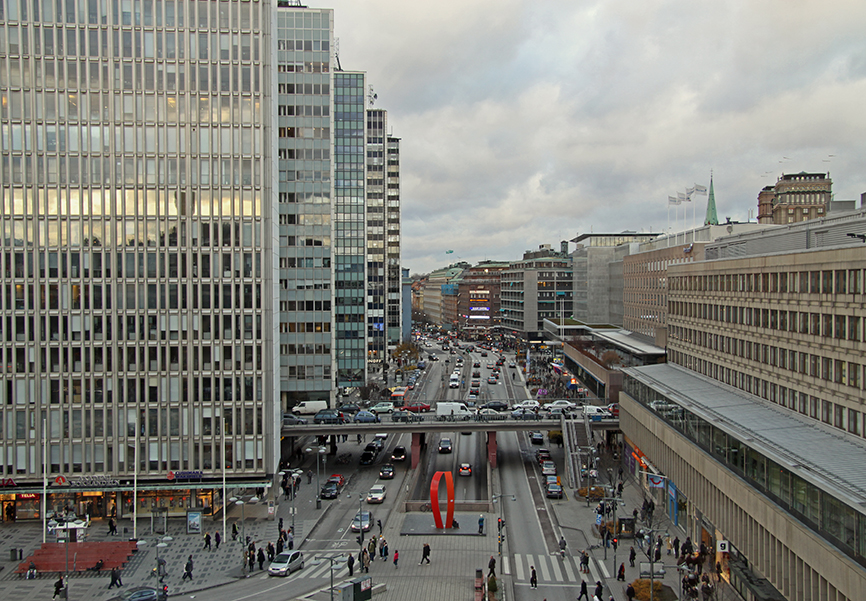
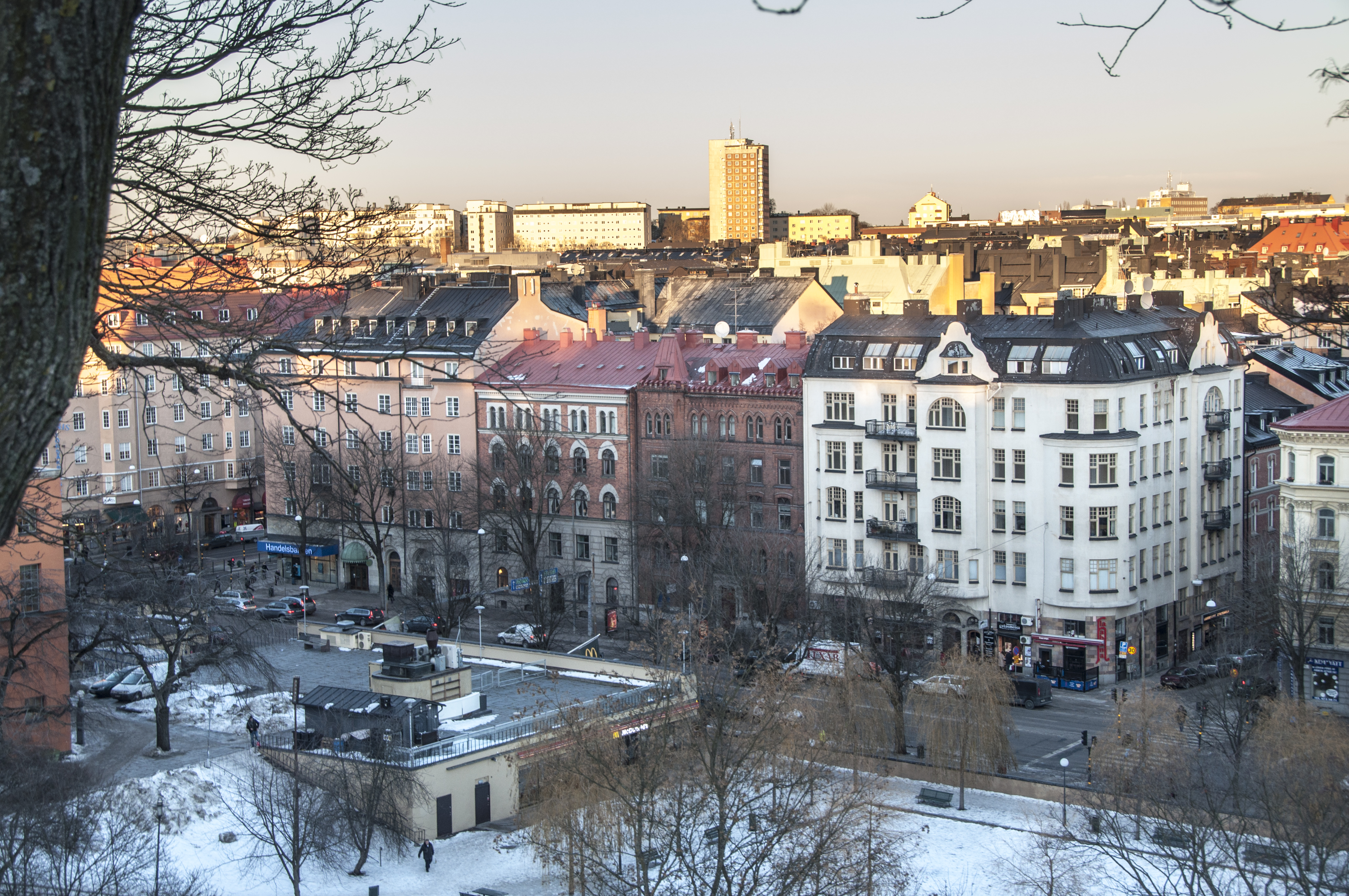
Kvarteret Apelträdet.